# 盧克·懷特豪斯

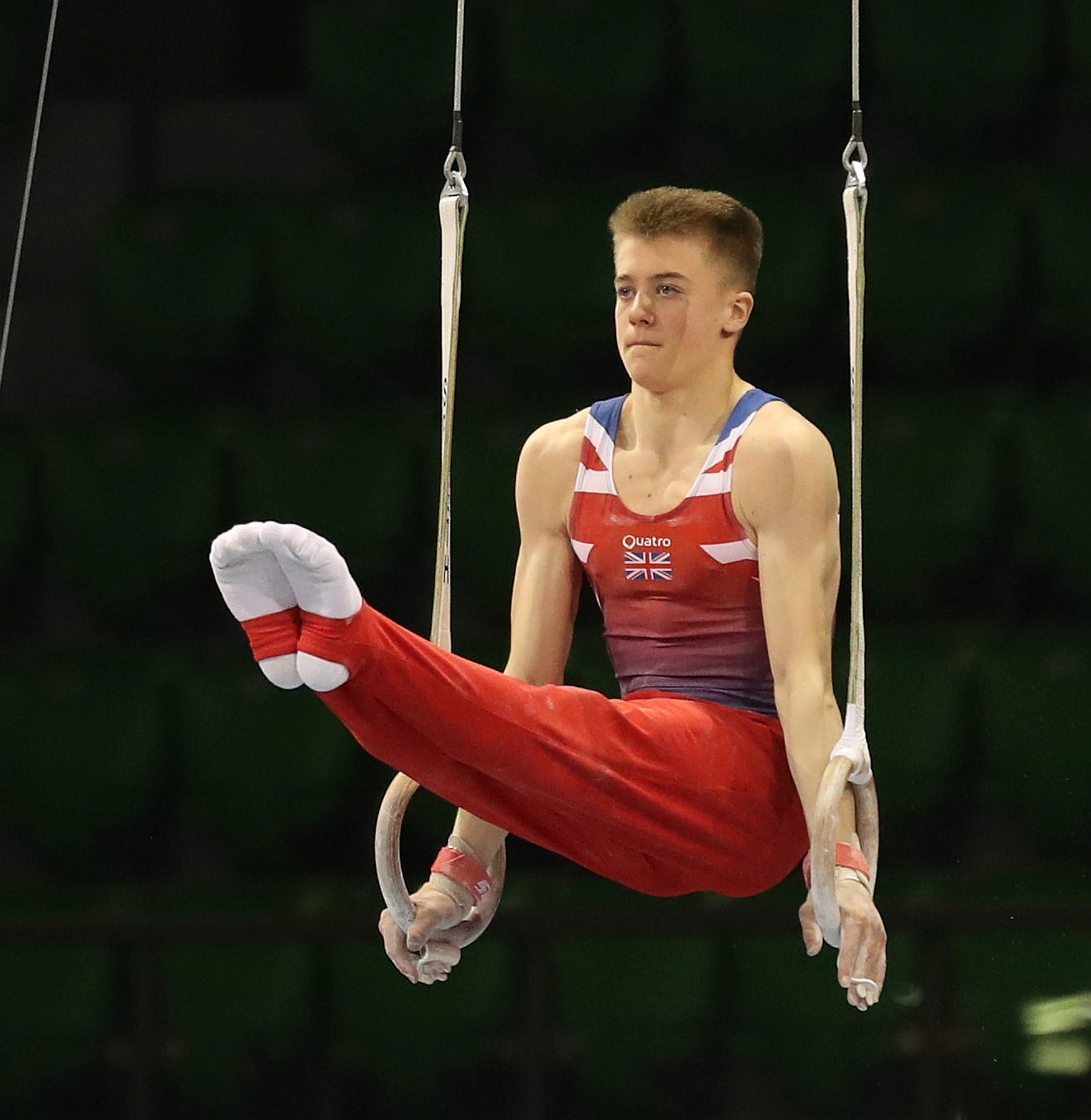

盧克·懷特豪斯（英語：Luke Whitehouse，2002年7月2日—），是英國的一位體操運動員。他在2023年歐洲體操錦標賽上幫助英國獲得男子團體的銅牌。他也曾参加2024年夏季奥林匹克运动会。